# Szöllősi Mátyás
Szöllősi Mátyás (Budapest, 1984. június 20. –) magyar író, fotóriporter.

## Életpályája
Egyetemi tanulmányait 2004–2010 között végezte a budapesti Károli Gáspár Református Egyetemen. 2004 óta publikál különböző folyóiratokban, többek között a 2000, az Alföld, az Élet és Irodalom, a Hitel, a Jelenkor, a Kortárs, a Mozgó Világ és a Látó közölte írásait.
2010-ben jelent meg Aktív kórterem című kötete, 2011-ben Állapotok – negyvenöt töredék című könyve. Első prózai munkája az Európa Könyvkiadó gondozásában megjelent Váltóáram című elbeszéléskötet, mellyel elnyerte a 2017-es Margó-díjat. Számos alkalommal szerepelt a Magvető Könyvkiadó által évente megjelentetett Szép versek című antológiában. Két drámája (Kánikula; Lassan, visszatartva) szerepelt a Pécsi Országos Színházi Találkozó keretein belül, évente megrendezésre kerülő Nyílt fórumon. Utóbbi mű – felolvasószínházi formában – a Nemzeti Színházban is bemutatásra került 2014-ben. Prózáját angol, német, horvát, szerb és szlovák nyelvre fordították.
2008-tól rendszeresen közöl kritikákat kortárs irodalmi szerzők műveiről, illetve komolyzenei koncertekről. Szerkesztőként dolgozott több szépirodalmi és kulturális folyóiratnál. Fotóriporterként is dolgozik, számos portré- és dokumentarista sorozat készítője.
Versenyszerűen kosárlabdázott; 2002-ben a szombathelyi ifjúsági döntőben korosztálya legtechnikásabb játékosának választották.

## Művei
- Aktív kórterem – Versek (Parnasszus, Új vizeken, 2010) ISBN 9789639781160
- Állapotok – negyvenöt töredék (Kalligram, Pozsony, 2011) ISBN 978-80-8101-512-0
- Váltóáram (Európa Könyvkiadó, 2016) ISBN 9789634055457
- Budapest Katalógus (Európa Könyvkiadó, 2017) ISBN 9789634057482[5]
- Simon Péter (Európa Könyvkiadó, 2018) ISBN 9789634059288
- Illegál. Két pénteki történet (Helikon, 2020) ISBN 9789634794042
- Szabad. Válogatott és új versek; Helikon, Budapest, 2022 ISBN 9789634799467
- Fóbia. Első könyv; Helikon, Budapest, 2024 ISBN 9789636202675

#### Idegen nyelven
- Naizmenična struja; szerbre fordította Mina Mastilović; Treći Trg, Belgrád, 2023, ISBN 9788664072229
- Curent Alternativ; románra fordította George Volceanov; Tracus Arte, Bukarest, 2025, ISBN 9786060236047[6]

### Színház
- Lassan, visszatartva – felolvasószínház (rendezte: Tucker András, Nemzeti Színház, 2014)[7]

Antológiák:
- Szép versek (Magvető Könyvkiadó, 2018) ISBN 9789631428001
- 2050 – Ifjúsági novellák a jövőről (Móra Könyvkiadó, 2018) ISBN 9789634159278
- Szívlapát – Kortárs versek (Tilos az Á Könyvek, 2017) (85 költő verse, köztük Szöllősi Mátyásé is)[8]
- Szép versek (Magvető Könyvkiadó, 2015) ISBN 9770586378350
- Szép versek (Magvető Könyvkiadó, 2014) ISBN 9770586378008
- Szép versek (Magvető Könyvkiadó, 2013) ISBN 9770586378138
- Szép versek (Magvető Könyvkiadó, 2012) ISBN 9770586378121
- Szép versek (Magvető Könyvkiadó, 2011) ISBN 9789631429329
- Szép versek (Magvető Könyvkiadó, 2010) ISBN 9789631428186
- Szép versek (Magvető Könyvkiadó, 2009) ISBN 9789631427202
- Nyílt fórum füzetek (Színházi Dramaturgok Céhe – 2010, 2011)
- Használati utasítás (Palatinus Kiadó, 2008) ISBN 9789632740003

Online
- Drámája a Látóban
- Versei a Mozgó világban
- Versei a Forrásban Archiválva 2009. július 31-i dátummal a Wayback Machine-ben
- Verse a Jelenkorban
- Élet és Irodalom

## Díjak, ösztöndíjak
- Mozgó világ Nívó-díj (2008)
- Örkény István drámaírói ösztöndíj (2010)
- NKA alkotói ösztöndíj (2012, 2014, 2016, 2019)
- Brassaï – 2016 Sajtófotó-pályázat 1. díj (portré kategória)
- Brassaï – 2016 Sajtófotó-pályázat Szathmári Pap Károly aranyérem.
- Margó-díj (2017) – a legjobb első prózakötetért
- Látó-nívódíj (2017)
- Móricz Zsigmond-ösztöndíj (2018)
- Térey János-ösztöndíj (2020)
- 41. Magyar Sajtófotó Pályázat, Emberábrázolás portré (sorozat) 1. díj
- 41. Magyar Sajtófotó Pályázat, Mindennapi Élet (egyedi) 2. díj
- Brassaï-díj (2023)
- Merítés-díj (2023)